# Бухвал, Виктор Эдмундович
Виктор Эдмундович Бухвал (род. 1 августа 1960, Минск) — советский самбист, победитель первенства СССР среди юношей, победитель и призёр первенств СССР среди юниоров, победитель и призёр розыгрышей Кубка СССР по самбо, призёр чемпионатов СССР, победитель розыгрыша Кубка мира в командном зачёте, серебряный призёр розыгрыша Кубка мира в личном зачёте, чемпион и бронзовый призёр чемпионатов мира, мастер спорта СССР международного класса, судья международной категории, тренер.
Представлял «Вооружённые силы» (Минск). Выступал во второй полусредней (до 74 кг) и первой средней (до 82 кг) весовых категориях. После завершения спортивной карьеры работал тренером по самбо в минском «Городском центре олимпийского резерва единоборств». Был главным судьёй чемпионатов Европы 2007, 2009, 2010, 2012, 2018 и 2019 годов, чемпионата мира 2016 года и целого ряда других крупных международных соревнований по самбо.

## Выступления на всесоюзных соревнованиях
- Кубок СССР по самбо 1980 года — ;
- Кубок СССР по самбо 1981 года — ;
- Чемпионат СССР по самбо 1982 года — ;
- Кубок СССР по самбо 1984 года — ;
- Чемпионат СССР по самбо 1985 года — ;
- Чемпионат СССР по самбо 1986 года — ;
- Кубок СССР по самбо 1986 года — ;
- Кубок СССР по самбо 1987 года — ;
- Чемпионат СССР по самбо 1987 года — ;
- Чемпионат СССР по самбо 1988 года — ;
- Кубок СССР по самбо 1990 года — ;